# Poblats Marítims
Els Poblats Marítims és el nom que rep el districte número 11 de la ciutat de València. Es tracta del districte situat més a l'est de la ciutat i que marca la seua franja marítima. Limita, per tant, amb el mar Mediterrani a l'est, amb la platja de la Patacona del municipi d'Alboraia al nord, amb els Pobles del Sud al sud, i amb els districtes d'Algirós, Camins al Grau i Quatre Carreres a l'oest.

## Demografia
La seua població censada el 2009 era de 60.575 habitants segons l'Ajuntament de València.
Consta de cinc barris (de nord a sud): 
- La Malva-rosa
- Beteró
- El Cabanyal-Canyamelar
- El Grau
- Natzaret

## Elements destacats
El barri del Cabanyal, antic poble pesquer, és classificat com a Bé d'Interès Nacional. El port, remodelat per a la Copa de l'Amèrica l'any 2007, ha esdevingut un centre d'activitat turística.